# Џон Миљуш
Џон Кенет Миљуш или Јово Миљуш, надимак Jovo Serb, (енгл. John Keneth Miljuš; Питсбург, 30. јун 1895 — Форт Харисон, 15. фебруар 1976) је био први Американац српског порекла који је играо професионални бејзбол у Великој лиги. 

## Биографија
Рођен је у Питсбургу, Пенсилванија, САД, 30. јуна 1895. године. 
Одрастао и образовао се у граду челика. Одмалена показивао занимање за спорт, нарочито бејзбол, у то време најомиљенији спорт у САД. Након краћег времена на Универзитету Дуквизн пребацио се на Универзитет Питсбург где је био главна рагби и бејзбол звезда. Дипломирао је стоматологију 1915. године.
Пре финала Светске серије 1927, играо је за двадесет тимова. Играо је за Питсбург Фидсе у Федералној лиги која је није успела да претекне Америчку лигу и Националну лигу те се распала 1916. године. Потом је играо за Бингхемптон у Њујоршкој лиги те за Сент Мери у међудржавној лиги. Задивљујући резултати у Сент Мери Прос 1917. године су га вратили у Бингхемптон где је био главни пицер. Исте године играо и за Бруклин на месту рилиф пицера.
Био је први професионални играч бејзбола који је позван у рат за време Првог светског рата. Био је стациониран у Француској. Иако рањен и предвиђен за повратак кући остао је у војсци. Учествоавао је у бици на Аргону.
Бруклин га је 1919. године послао да игра за Толедо Мадхенсе у Америчкој асоцијацији. Одиграо је 53 утакмице за Њу Орлеанс и Нешвил.
Оженио је Естел Бејден у Чикагу 13. децембра 1922.
Иако је Бруклин позвао Миљуша и 1923. године, пре почетка сезоне је отпуштен у Рончестер Бронкос из Међународне лиге. Другу сезону за редом имао је 31 погодак, 3 дубла, трипл, 3 хомера и просек .259. Рочестер је одбио да му да повишицу. Отишао је у Бриџпорт, Конектикат, у Источну лигу. Био је најбољи пинч-хитер у тиму.
Потом је играо за Сијетл Индијанс у Пацифичкој обалској лиги, где је био звезда тима. Добро плаћен купио је ранч поморанџи у Хермоза Бичу, бавио се пецањем и ловом. 
1926. године, у 44 утакмице имао је 34 поготка и просек .279. 
Напушта Сијетл и одлази у Питсбург 1927. године.
Био је једна од звезди финала Светске серије 1927. године. Играо је на месту пицера за Питсбуршке Пирате те био очи у очи са Бејбом Рутом, Луом Геригом, ударачима из Јенкија, чији су ударачки поредак називали „поредак убица“. Иако је Рут тад постигао 60 хомранова, Миљуш је у два и по ининга држао Рута на синглу па га избацио са прве базе. Избацио је и Герига који је имао 47 хомранова. Потом је избацио још једног члана „поретка убица“ Боба Мозела. Последња нада Јенкија био је Тони Лацери. Иако је прва лопта била фаул, хватач Пирата, Џони Гуч, је лоше ухватио другу лопту. Јенкији су победили. То је био и велики пораз за Миљуша лично. 
Играо је за Кливленд Индијанс 1928. године. Вратио се на западну обалу и играо за тамошње клубове 1930. године.
По окончању каријере радио је као телохранитељ те као атлетичарски тренер.
1967. године се преселио у Бигфорк, Монтана. Супруга Естел је преминула 1969. године. Тада се преселио у Сент Питерсбург на Флориди. Џон и Естел нису имали децу. 1972. се вратио у Монтану у градић Полсон где је остао до смрти 15. фебруара 1976. Умро је у осамдесетој години.
Био је члан Полсонских ветерана иностраних ратова (ен. Polson Veterans of Foreign Wars-VFW), слободнозидарске ложе у Калифорнији и Асоцијације професионалних играча бејзбола Америке (енгл. Association of Professional Baseball Players of America).
Умро је у Форт Херисонс Ветеранс Хоспитал. На његовој последњој фотографији приказан је на кревету са бејзболском рукавицом. Покопан је као епископалац. Надживеле су га две сестре, Нел Тодоровић из Чикага и Мери Волтерс из Сент Питерсбурга те неколико нећака и нећаки међу којима су: Џон и Ричард Хагинс из Сент Питерсбурга и Дон Миљуш из Стобенвила у Охају.